# Paura in Arizona
Paura in Arizona (Arizona Heat) è un film statunitense del 1988 diretto da John G. Thomas.

## Trama
Il detective Larry Kapinski, prossimo alla promozione da tenente va in coppia con la detective lesbica Jill Andrews della Omicidi per catturare un serial killer che uccide i poliziotti.